# Robert Graves
Robert Von Ranke Graves (Londres, 26 de julho de 1895 – Deià, Maiorca, 7 de dezembro de 1985) foi um poeta, romancista e crítico literário britânico. Foi o autor de Eu, Cláudio (I, Claudius no original), adaptado à televisão em 1976.

## Biografia
Nasceu em 26 de julho de 1895 em Londres, onde cursou o Colégio Chaterhouse. Combateu na França durante a Primeira Guerra Mundial, tendo sido ferido em 1916 na Batalha do Somme. Na mesma época, ainda em serviço ativo, estreou nas letras com dois volumes de poesias em 1916 e um em 1917. Depois do conflito prosseguiu seus estudos na Universidade de Oxford.
Publicou em 1929 sua autobiografia "Goodbye to All That", que teve um grande êxito nas vendas. De 1934 a 1936, viveu na ilha de Maiorca, onde escreveu seus primeiros romances históricos, "Eu, Claudius, Imperador", que obteve os prêmios Hawthornden e James Tait Black, e "Claudius, o Deus, e Messalina" (1934), a que se seguiram, entre outros: "O Conde Belisário" (1938), "O Sargento Lamb" (1940), "A Esposa de Mr. Milton" (1948), "O Tosão de Ouro" (1944), "O Rei Jesus" (1948). É também autor do livro "O Grande Livro dos Mitos Gregos".
Viveu e morreu em Deià, Maiorca, onde se encontra enterrado. A sua casa de Can Alluny onde viveu quase meio século é hoje um museu. 

## Lista incompleta de obras de ficção
| Título original                               | Título em português           | Tradução                      | Ano          | Editora                         |
| --------------------------------------------- | ----------------------------- | ----------------------------- | ------------ | ------------------------------- |
| I, Claudius                                   | Eu, Cláudio                   | Cecília Prada; Mário Quintana | 1934         | A Girafa, Globo, Abril Cultural |
| Claudius the God and his Wife Messalina       | Claudius, o Deus, e Messalina | Joao de Abreu                 | 1935         | A Girafa, Globo                 |
| Count Belisarius                              | Conde Belisário               | Fernanda Pinto Rodrigues      | 1938         | Estúdios Cor (Portugal)         |
| Sergeant Lamb novels                          |                               |                               | (1940, 1941) |                                 |
| The Story of Marie Powell: Wife to Mr. Milton |                               |                               | 1943         |                                 |
| King Jesus                                    | Rei Jesus                     | Rui Santana Brito             | 1946         | Guerra & Paz (Portugal)         |
| The Islands of Unwisdom                       |                               |                               | 1949         |                                 |
| Seven Days in New Crete                       |                               |                               | 1949         |                                 |
| Homer's Daughter                              | A filha de Homero             | Augusto Klein                 | 1955         | Globo                           |

## Lista incompleta de obras de não ficção
| Título original                                        | Título no Brasil                                                   | Tradução                | Ano  | Editora         |
| ------------------------------------------------------ | ------------------------------------------------------------------ | ----------------------- | ---- | --------------- |
| Good-Bye to All That: An Autobiography                 |                                                                    |                         | 1929 |                 |
| The Long Week-End                                      |                                                                    |                         | 1940 |                 |
| The Reader Over Your Shoulder                          |                                                                    |                         | 1943 |                 |
| The White Goddess                                      | A deusa branca: uma gramática histórica do mito poético            | Bentto de Lima          | 1948 | Bertrand Brasil |
| Greek Myths                                            | Mitos gregos                                                       | Julia Vidil             | 1955 | Madras          |
| Myths of ancient Greece                                | Deuses e herós do Olimpo : as maiores aventuras de todos os tempos | Barbara Heliodora       | 1961 | Xenon           |
| Hebrew Myths : the book of Genesis (com Raphael Patai) | O livro do Gênese: mitologia hebraica                              | Eduardo Francisco Alves | 1964 | Xenon           |